# قناة بداية
قناة بداية قناة فضائية سعودية متخصصة ببث برامج تلفزيون الواقع، انطلقت في شهر ربيع الثاني من عام 1426 هـ الموافق يونيو 2005، وكانت باسم زواج.

## من برامجها
- بيت العرسان (مصر) 2006.
- برنامج مهر العودة.
- برنامج زد رصيدك. ج1، ج2، ج3، ج4، ج5 ، ج6 ، ج7 ، ج8 .
- برنامج ولدي.
- برنامج عشوه.
- برنامج شقتنا (الجزء الأول أسبوعي)، (الجزئين الثاني والثالث شهري).
- شقنتا ترفيه.
- برنامج البيت يجمعنا (ثلاثة أجزاء).
- برنامج التكية (جزئين).
- بالقرآن نحيا.
- شباب شو (جزئين).
- برنامج بنوتات (جزئين).
- مكه تجمعنا (جزئين).
- برنامج اخويا.
- برنامج زد فرصتك كتصفيات لزد رصيدك الجزء الخامس والسادس والسابع.
- برنامج حياتك 1 (2017).
- برنامج شور بيت.
- برنامج صحن واحد.
- برنامج فوانيس.
- برنامج المضياف.
- برنامج الناس تحكم.
- برنامج السيرة النبوية.
- برنامج القفص.
- برنامج دوافير.
- برنامج التوقيع.
- برنامج حياتك2 (2018).

## إغلاق القناة
جرى إغلاق قناة بداية في 3 أبريل 2018 بعدما عرضت القناة مشهد إبلاغ  المتسابق ابراهيم عواد بوفاة والده على الهواء مباشرة، وسبق أن تعرضت القناة لإيقاف مؤقت في يونيو 2017 بعد رصد عدة مخالفات لها بحسب ما ذكرته هيئة الإعلام آنذاك، قبل أن يعاد بثها من جديد.

## وصلات خارجية
- موقع القناة.